# Leo le lion
Leo le lion est la mascotte du studio hollywoodien Metro-Goldwyn-Mayer et de l'un des studios qui l'a précédé, Goldwyn Pictures. Ce lion apparaît dans le logo figurant dans les productions du studio, logo créé par Lionel S. Reiss (en), directeur artistique de Paramount Pictures. Depuis 1924 (quand le studio a été formé par la fusion de plusieurs studios), huit lions différents ont été utilisés pour ce logo MGM iconique, mais seul celui utilisé de 1957 à 2021 s'appelait réellement Leo. En 2021, le studio Metro-Goldwyn-Mayer a dévoilé une neuvième version de leur mascotte, cette fois en images de synthèse photoréalistes.

## Logos

### Slats (1916–1928)
Slats, formé par Volney Phifer, a été le premier lion utilisé dans l'image de marque du studio nouvellement formé. Né au zoo de Dublin le 19 mars 1919, et nommé à l'origine Cairbre (« Aurige » en gaélique), Slats a été utilisé sur tous les films en noir et blanc de la MGM entre 1924 et 1928. Le logo original a été conçu par Howard Dietz et utilisé par le studio Goldwyn Pictures Corporation de 1916 à 1924 (voir à gauche). Deux versions différentes ont été utilisées sous Goldwyn Pictures , qui a ensuite été finalement absorbée dans le partenariat qui a formé Metro-Goldwyn-Mayer , et le premier MGM film qui a utilisé le logo était He Who Gets Slapped (1924). Avec le changement est venu un troisième enregistrement de Slats.
Contrairement à ses successeurs, Slats n'a fait que regarder autour du logo, faisant de lui le seul lion MGM à ne pas rugir; bien qu'il soit dit que Phifer a entraîné le lion à grogner au bon moment, malgré le fait que le son synchronisé ne serait utilisé dans les films qu'en 1927. Dietz a déclaré qu'il avait décidé d'utiliser un lion comme mascotte de l'entreprise pour rendre hommage à l’Université Columbia, dont l’équipe sportive était surnommée The Lions,. il a en outre ajouté que la chanson de combat de l'école, "Roar, Lion, Roar", l'avait inspiré pour faire rugir le logo suivant.

Slats est mort le 20 novembre 1935 et est enterré à Gillette, New Jersey par Volney Phifer, qui a planté un pin sur sa tombe pour « garder le moral des lions ».

### Jackie (1928–1956)
Jackie, né le 7 juillet 1915, entraîné par Mel Koontz, est le deuxième lion utilisé pour le logo MGM. Il s'agit d'un lion sauvage apporté du Soudan et le premier lion MGM à rugir. Il a été filmé depuis longtemps lorsque l'enregistrement des rugissements est réalisé ; il existe (un minimum), de trois enregistrements différents utilisés et entendus pour la première fois via un disque de gramophone pour la première production sonore de MGM, White Shadows in the South Seas (1928). Jackie rugit/grogne trois fois avant de regarder vers la droite de l'écran (la gauche du lion); dans les premières années d'utilisation de ce logo (1928-vers 1933), une version légèrement plus longue a aussi été utilisée, dans laquelle, après avoir regardé vers la droite, le lion retourne son regard vers l'avant quelques secondes plus tard. Jackie est apparu sur tous les films MGM en noir et blanc de 1928 à 1956 (en remplacement de Slats), ainsi que dans le générique d'ouverture teinté en sépia du Magicien d'Oz (1939). Il est également apparu avant les dessins animés en noir et blanc de MGM, tels que les séries Flip the Frog et Willie Whopper produites pour MGM par l'éphémère Ub Iwerks Studio, ainsi que Captain and the Kids, dessins animés produits par MGM en 1938 et 1939. Une variation colorisée du logo se trouve sur la version colorisée de Babes in Toyland (1934), également connue sous le nom de March of the Wooden Soldiers ; une version animée créée à l'aide d'un rotoscope est apparue sur le dessin animé Captain and the Kids Petunia Natural Park de 1939. Pour les films Westward the Women et The Next Voice You Hear... (tous deux en 1950), une image fixe du logo - sans grognement - a été utilisée au début. Jackie est décédée le 26 février 1935 des suites de problèmes cardiaques.  Il « fait » un éphémère retour en 1975, au début du film Cœurs de l'Ouest.
Au début des années 1930, MGM a réédité certains de ses films muets antérieurs à 1928 avec des bandes sonores et des sons préenregistrés (Greed [1924], Ben-Hur [1925] et Flesh and the Devil [1926], notamment). Pour ces rééditions sonores, le logo original de Slats est remplacé par Jackie, provoquant de nombreuses autorités cinématographiques [qui ?] pour supposer que le logo Jackie avait été utilisé avant 1928. [citation nécessaire]
En plus d'apparaître dans le logo de la MGM, Jackie est apparue dans plus d'une centaine de films, dont les films de Tarzan mettant en vedette Johnny Weissmuller. Jackie apparait également dans une publicité de 1926 avec Greta Garbo. Un court métrage de 1933 d'un Jackie très ennuyé recevant un bain de l'entraîneur Mel Koontz existe également. Le lion est également connu pour avoir survécu à plusieurs accidents, dont un navire qui coule, deux épaves de train, un tremblement de terre et une explosion dans le studio.
Dans le cas le plus célèbre, un pilote a dû faire atterrir son avion en catastrophe et a laissé Jackie bloquée dans la nature sauvage de l'Arizona pendant quatre jours avec de l'eau et des sandwichs. Jackie a reçu le surnom "Léo le Chanceux".

Jackie le lion est mort le 25 février 1935.

### Numa (1927–1928), Telly (1928–1932), & Coffee (1932–1935)
MGM a commencé des expériences avec des sujets courts en couleur à deux bandes en 1927 et des dessins animés en 1930. Pour ces productions, trois lions différents ont été utilisés.
Les images du premier lion, Numa, sont largement inaccessibles, bien que quelques images du logo avec ce lion existent dans le domaine public. Il est connu pour avoir joué dans les films muets en couleur Buffalo Bill's Last Fight (1927) et The Heart of General Robert E. Lee (1928). Le premier lui a donné le surnom de Bill tandis que le second est actuellement en cours de restauration par la Bibliothèque du Congrès. Bill le lion est né le 3 mars 1885 à Springfield, Masschusetts et mort le 11 septembre 1937 à Hoffman Estates, Illinois.
Le deuxième lion, Telly, est apparu sur les films MGM en couleur entre 1928 et 1932. Une version étendue du logo mettant en vedette Telly apparaît au début du film The Viking (1928), mettant en vedette le lion ayant le même rugissement que Jackie. Telly le lion est né le 28 septembre 1896 à Séoul, Corée du Sud et mort le 5 septembre 1942 à Los Angeles, Californie. Telly apparaît en noir et blanc dans les tirages actuels de L'île mystérieuse (1929), car la version couleur a été perdue.

Le troisième lion, Coffee, est apparu sur des films en couleur entre 1932 et 1934 ou 1935 pour les courts métrages Happy Harmonies, jusqu'à ce que la production passe au tournage en Technicolor à trois bandes. Le chat et le violon (1934) avait de brèves séquences de couleurs, mais était par ailleurs en noir et blanc, y compris son générique d'ouverture, il utilisait donc Jackie au lieu de Coffee. Cependant, The Cat and the Fiddle a montré sa carte de titre The End sur un fond Technicolor. Une version étendue du logo mettant en vedette Coffee apparaît au début du court métrage Wild People (1932), mettant en vedette le lion rugissant trois fois, plutôt que deux. Coffee le lion est né le 17 octobre 1931 à Manchester, Angleterre et mort le 12 septembre 1936 à Lawton, Oklahoma.

### Tanner (1934–1956)
MGM a commencé à produire des films Technicolor à trois bandes complets en 1934. Tanner,  également formé par Mel Koontz, a été utilisé sur tous les films Technicolor MGM (1934-1953) et les dessins animés (1935-1958, 1963-1967, à l'exception de The Dot and the Line), remplaçant Telly et Coffee. Le Magicien d'Oz (1939) avait les scènes d'Oz en couleur, mais il avait le générique d'ouverture, le générique de fin et les scènes du Kansas en noir et blanc sépia, il utilisait donc Jackie au lieu de Tanner. Third Dimensional Murder (1941) a été tourné en 3-D et en Technicolor, mais le générique d'ouverture était en noir et blanc, il a donc également utilisé Jackie au lieu de Tanner. La photo de Dorian Gray (1945) et The Secret Garden (1949) avaient tous deux de brèves séquences de couleurs, mais étaient par ailleurs en noir et blanc, y compris leurs génériques d'ouverture, ils ont donc également utilisé Jackie au lieu de Tanner. The Secret Garden, cependant, a montré sa carte de titre The End et la liste des acteurs sur un fond Technicolor. The Long, Long Trailer (1954) et Forever, Darling (1956) utilisent plutôt Tanner avec le rugissement de Jackie. Tanner a rugi trois fois dans le logo; une version étendue de ce logo est apparue sur le ton Color et plusieurs premiers shorts de couleur James A. Fitzpatrick Traveltalks, avec deux rugissements supplémentaires du lion.
Tanner, dont la première apparition était avant le court sujet Holland dans Tulip Time (1934), était le troisième lion à avoir vécu le plus longtemps de la MGM, pour un total de 22 ans). Sa première apparition dans un long métrage a eu lieu devant Sweethearts quatre ans plus tard, en 1938. Il a joué après Jackie, qui a été utilisé pendant 28 ans au total, et le lion actuel, qui a été retenu pendant 64 ans. C'est cette version du logo qui était la version la plus fréquemment utilisée tout au long de l' âge d'or d'Hollywood , bien que la couleur ne soit pas vraiment devenue la norme avant les années 1960, et même alors, de nombreux films étaient encore réalisés en noir et blanc.
En plus d'être utilisé comme la mascotte du lion de MGM, Tanner a également fait une apparition avant le film Countdown for Zorro (1936), les courts métrages Three Stooges Movie Maniacs (1936), Wee Wee Monsieur (1938), Three Missing Links (1938), You Nazty Spy (1940) et Hold That Lion! (1947). De plus, entre le milieu des années 1940 et les années 1960, le studio de dessin animé de MGM utilisait le rugissement de Tanner comme effet sonore pour bon nombre de leurs courts métrages d'animation.
Tanner et Jackie ont tous deux été maintenus dans le passage des films au format Academy aux films grand écran CinemaScope en 1953, avec Tanner pour les films en couleur et Jackie pour les films en noir et blanc. Le logo a été modifié pour ce changement ; le chapiteau sous le dessin du ruban a été supprimé et le nom de l'entreprise a ainsi été placé en demi-cercle au-dessus du ruban.
Tanner le lion est né le 19 avril 1930 à Sauk City, Wisconsin, crée par Mel Koontz.

Tanner le lion est mort le 27 juin 1964 et est enterré à San Marino, Californie par Mel Koontz.

### George (1956–1958)
Le septième lion, appelé George, été introduit en 1956 et est apparu avec une crinière plus lourde que n'importe lequel des autres lions. Deux versions différentes ont été utilisées.
George le lion est né le 9 septembre 1933 à Sauk City, Wisconsin.
George a fait sa première apparition sur le grand écran dans "Haute Société" (1956), inaugurant un héritage court mais marquant au sein du logo MGM. Sa présence majestueuse est devenue synonyme de films notables tels que "La Vie passionnée de Vincent van Gogh" (1956), "Les Ailes de l'espérance" (1957), et "La Poupée de chair" (1957), chacun mettant en vedette le rugissement royal qui résonnait la puissance cinématographique du studio.
George le lion est mort le 20 septembre 1969 et est enterré à San Marino, Californie.

### Leo (1957 - 2021)
Leo, le huitième lion, est de loin le lion le plus utilisé par MGM, étant apparu dans la plupart des films de MGM depuis 1957. Leo est né le 9 octobre 1956, au zoo de Dublin, en Irlande, tout comme Slats. Il était aussi le plus jeune au moment où MGM l'a filmé en train de rugir, d'où sa crinière beaucoup plus petite. Il a fait ses débuts pour le film Tip on a Dead Jockey.
Leo a été acheté auprès du célèbre marchand d'animaux Henry Trefflich et entraîné par Ralph Helfer . En plus d'être utilisé comme le lion de la MGM, Leo est également apparu dans d'autres productions telles que l'épopée religieuse King of Kings (1961), The Lion (1962), Zebra in the Kitchen (1965), Fluffy (1965) et Napoleon and Samantha (1972); ainsi qu'une publicité télévisée mémorable pour Dreyfus Investments en 1961. Leo a également fait plusieurs apparitions dans la série télévisée The Pet Set de 1971 à 1972, se montrant assez doux pour laisser une adolescente aveugle le caresser dans un épisode.
Deux versions différentes de ce logo ont été utilisées : une version « étendue », avec le lion rugissant trois fois, utilisée de 1957 à 1960 ; et la version "standard", avec le lion rugissant deux fois, utilisée depuis 1960. Dans les dessins animés Tom et Jerry réalisés par Chuck Jones et sortis entre 1963 et 1967 (comme pour les dessins animés de la même série réalisés entre 1957 et 1958), Tanner a été utilisé dans la séquence d'ouverture au lieu de Leo, bien qu'en utilisant le rugissement de Leo. Trois films de la MGM, Raintree County (1957), Ben-Hur (1959) et Mutiny on the Bounty (1962), utilisaient une variante d'images fixes de ce logo sur Raintree County et Mutiny of the Bounty, cependant, aurait également le rugissement du lion joué avec leurs scores d'ouverture. Pour Ben-Hur , la raison en était que le réalisateur du film, William Wyler , pensait que le rugissement ne serait pas à sa place pour la crèche d'ouverture du film. Ce logo apparaîtra également sur des films en noir et blanc, tels que Jailhouse Rock (1957) et A Patch of Blue (1965). Certaines copies télévisées du film de 1943 Cabin in the Sky ont remplacé le logo de Jackie par Leo pour des raisons inconnues.
L'éphémère logo "Lion stylisé" de MGM.
En 1965, dans une tentative de mettre à jour son image, MGM a recruté Lippincott pour créer un logo plus contemporain.  Le résultat, un graphique immobile circulaire d'un lion connu sous le nom de "Le lion stylisé", est apparu au début de deux films dans les années 1960 : 2001: A Space Odyssey et The Subject Was Roses, tous deux sortis en 1968. Par la suite, Leo a été réintégré pour le logo d'ouverture. Le lion stylisé, cependant, a été retenu par le studio comme logo imprimé, utilisé sur les affiches de cinéma et par la publicité du studio de la division MGM Records , en plus d'être affiché à la fin des génériques après la plupart des sorties de films MGM de cette période, continuant jusqu'en 1982. Il a ensuite été utilisé par le MGM Grandcasino. Une version raffinée de celui-ci est utilisée comme logo pour leur société mère, MGM Resorts International .
Le logo a été conservé dans la refonte de l'entreprise à la suite de leur acquisition de United Artists en 1981. Le logo se lit maintenant "MGM/UA Entertainment Co."; ce logo apparaîtra sur tous les films MGM/UA de 1983 à 1986 et à nouveau en 1987 sur le film OC and Stiggs , qui a été produit à l'origine en 1985. C'est également à cette époque que le son de rugissement de lion original qui a réellement échantillonné le rugissement de Tanner était remplacé par un stéréophonique refait , refait par Mark Mangini . Cette dernière version comportait des sons de tigre ; comme Mangini l'expliquera plus tard, "[L]ions ne font pas ce genre de bruits féroces [sic], et le logo devait être féroce et majestueux.". Le premier film à utiliser le nouveau son de rugissement était Poltergeist (1982). Incidemment, l'effet sonore a également été utilisé pour le "fantôme de la porte" vers la fin du film.
De 1984 à 1985, MGM a utilisé une variante du logo de son studio principal pour son 60e anniversaire basé sur le logo imprimé, avec les rubans de couleur dorée. Au-dessus des rubans se trouvaient les mots "Diamond Jubilee", remplaçant le nom standard de l'entreprise, et sa couleur de police était argentée et sous le ruban se trouvait la phrase "Sixty Years of Great Entertainment". La devise « Ars Gratia Artis » a été supprimée de l'intérieur du cercle et remplacée par le texte « Metro-Goldwyn-Mayer/United Artists ». Le masque de théâtre du bas avait ses lauriers environnants retirés et le masque lui-même a été légèrement remonté de sorte qu'un ruban doré supplémentaire avec le texte "Entertainment Co." ci-dessous serait ajouté. Bien que le nouvel effet de rugissement réalisé par Mangini ait été principalement utilisé à l'époque, avait à la fois les effets de rugissement d'origine et de 1982 mélangés.
Lorsque la société a commencé à utiliser MGM et UA en tant que marques distinctes en 1986, un nouveau logo pour MGM a été introduit ; les mêmes rubans d'or utilisés pour la variante "Diamond Jubilee" ont été conservés et le texte a été refait exactement de la même couleur. L'année suivante, une nouvelle "MGM/UA Communications Co." le logo a été introduit et précéderait à la fois les logos MGM et UA jusqu'à ce qu'il soit abandonné en 1990. Cependant, les deux logos conserveront la signature "An MGM/UA Communications Company" jusqu'en 1992. Mangini a remixé le rugissement de Leo de 1982 en 1995, en utilisant l'audio numérique technologie pour le mélanger avec plusieurs autres sons de rugissement; l'effet sonore remixé a fait ses débuts avec la sortie de Cutthroat Island(1995). Cela a été fait afin de donner au rugissement plus de "muscle" dont un dirigeant de MGM aurait trouvé que le son emblématique manquait auparavant, ainsi que de l'intégrer dans des films avec un son surround 5.1 . En 2001, l'adresse du site Web de MGM, "www.mgm.com", a été ajoutée au bas du logo.
Le logo a été révisé à nouveau en 2008, avec les rubans, le texte et le masque dramatique réalisés dans une couleur or plus brillante. De plus, l'image de Leo a été restaurée et améliorée numériquement, grâce au travail du personnel de Pacific Title : tout d'abord, un modèle tridimensionnel de la crinière de Leo a été conçu, puis composé et mélangé à la crinière réelle du lion ; Deuxièmement, les extrémités des oreilles du lion ont été remodelées numériquement, de sorte que l'extrémité de son oreille gauche se croise désormais devant le ruban de film, dans le but de donner plus de profondeur au logo.  Pour le processus de restauration, la version étendue "à trois rugissements" des images de Leo a été utilisée, provenant du tirage négatif principal de La Chatte sur un toit brûlant de 1958, car les images brutes originales du lion, qui devaient à l'origine être utilisées pour la restauration, avaient été considérées comme perdues à ce stade.  Pour les longs métrages à venir de MGM, il faudrait le raccourcir pour montrer le lion rugissant juste deux fois. La conception du nouveau logo était basée sur celle du logo imprimé alors en vigueur de MGM, qui avait été introduit en 1992. L'adresse du site Web a également été raccourcie en "MGM.COM". Le rugissement du lion a été remixé une fois de plus par le monteur sonore Eric Martel,  conservant la plupart des éléments sonores originaux de 1982. Cependant, à partir de La prise de Pelham 123 (2009), le rugissement de 1995 a été réutilisé. Le nouveau logo-fait ses débuts avec la sortie du James Bond le film Quantum of Solace .
En 2012, Shine Studio a été choisi pour redessiner et animer le logo en 3D stéréoscopique (tridimensionnel) . Shine a modélisé un gros plan de l'œil de Leo, créant un élément à retirer pour une révélation spectaculaire du lion, des lauriers et de la pellicule. Tous les éléments du logo ont été reconstruits en 3D, puis placés sur différents plans pour ajouter des couches dimensionnelles et du drame. Le rugissement de 1995 est à nouveau utilisé comme rugissement de Leo et le nom de l'entreprise est introduit d'en haut pour centrer l'écran supérieur, ce qui complète la séquence du logo. L'adresse du site Web de MGM a été supprimée, car MGM n'est plus à partir de 2012 une entité d'autodistribution, mais plutôt une société de production. Ce logo a été utilisé pour la première fois dans le film de James Bond Skyfall en 2012.

### CGI Leo (2021 - présent)
Le 8 mars 2021, Leo a été remplacé par une version CGI, basé sur des images de lui de 1957. Il s'agit de la première refonte majeure de la mascotte en plus de six décennies.
Cette nouvelle version en images de synthèse pousse le même rugissement et a une apparence presque identique à celle de son prédécesseur.
La nouvelle mascotte aurait dû être présenté lors de la sortie de Mourir peut attendre, mais avec les reports successifs, la MGM a finalement préféré la dévoiler en ligne,.